# Ferdinando Giuseppe Antonelli
Ferdinando Giuseppe Antonelli O.FM (14 de julho de 1896 - 12 de julho de 1993)  foi um cardeal italiano. Ele foi o último cardeal vivo a ter nascido no século XIX.

## Biografia
Nascido em Subbiano , na Itália, Antonelli ingressou na Ordem dos Frades Menores em Florença em 1909, tornando-se um membro professado da Ordem dos Frades Menores em abril de 1914. Ele serviu no exército italiano durante a Primeira Guerra Mundial . Em 25 de julho de 1922 foi ordenado Sacerdote da Ordem dos Frades Menores. Em 1965, Antonelli foi nomeado secretário da Sagrada Congregação dos Ritos . Antonelli foi um membro da faculdade da Pontifícia Universidade Antonianum, Roma, 1928-1965, foi Reitor Magnifico de 1937 a 1943, e 1953 a 1959. Ele foi o Definidor geral de sua ordem de 1939 a 1945. Antonelli participou do Concílio Vaticano II de 1962 a 1965 como especialista.
Em 19 de fevereiro de 1966 foi nomeado Arcebispo Titular de Idicra e consagrado em 9 de março de 1966. Em 7 de maio de 1969, Antonelli foi nomeado Secretário da Congregação para as Causas dos Santos , e em 5 de março de 1973 foi elevado ao Cardeal-Diácono de San Sebastiano al Palatino , no mesmo dia, renunciando como Secretário da Congregação para as Causas dos Santos.
Ele foi nomeado Cardeal-Sacerdote de San Sebastiano al Palatino em 2 de fevereiro de 1983. Ele morreu em Roma com quase 97 anos em 1993. Ele foi enterrado na capela La Pietà no santuário franciscano de La Verna.